# Panaeolina
Panaeolina är ett släkte av svampar. Enligt Catalogue of Life ingår Panaeolina i ordningen Agaricales, klassen Agaricomycetes, divisionen basidiesvampar och riket svampar, men enligt Dyntaxa är tillhörigheten istället familjen Bolbitiaceae, ordningen Agaricales, klassen Agaricomycetes, divisionen basidiesvampar och riket svampar.
|            | Schizophyllaceae                        |
|            |                                         |
|            | Pterulaceae                             |
|            |                                         |
|            | Psathyrellaceae                         |
|            |                                         |
|            | Pluteaceae                              |
|            |                                         |
|            | Pleurotaceae                            |
|            |                                         |
|            | Physalacriaceae                         |
|            |                                         |
|            | Phelloriniaceae                         |
|            |                                         |
|            | Niaceae                                 |
|            |                                         |
|            | Mycenaceae                              |
|            |                                         |
|            | Marasmiaceae                            |
|            |                                         |
|            | Lyophyllaceae                           |
|            |                                         |
|            | Inocybaceae                             |
|            |                                         |
|            | Hygrophoraceae                          |
|            |                                         |
|            | Hydnangiaceae                           |
|            |                                         |
|            | Hemigasteraceae                         |
|            |                                         |
|            | Gigaspermaceae                          |
|            |                                         |
|            | Fistulinaceae                           |
|            |                                         |
|            | Entolomataceae                          |
|            |                                         |
|            | Cyphellaceae                            |
|            |                                         |
|            | Cortinariaceae                          |
|            |                                         |
|            | Clavariaceae                            |
|            |                                         |
|            | Broomeiaceae                            |
|            |                                         |
|            | Bolbitiaceae                            |
|            |                                         |
|            | Amanitaceae                             |
|            |                                         |
|            | Agaricaceae                             |
|            |                                         |
|            | Strophariaceae                          |
|            |                                         |
|            | Tricholomataceae                        |
|            |                                         |
|            | Typhulaceae                             |
|            |                                         |
|            | Setchelliogaster                        |
|            |                                         |
|            | Panaeolus                               |
|            |                                         |
|            | Amogaster                               |
|            |                                         |
|            | Brunneocorticium                        |
|            |                                         |
|            | Cribrospora                             |
|            |                                         |
|            | Plicatura                               |
|            |                                         |
|            | Stemastrum                              |
|            |                                         |
|            | Cheilophlebium                          |
|            |                                         |
|            | Plicaturopsis                           |
|            |                                         |
|            | Phlebophyllum                           |
|            |                                         |
|            | Mesophelliopsis                         |
|            |                                         |
|            | Sedecula                                |
|            |                                         |
|            | Gramincola                              |
|            |                                         |
|            | Mycospongia                             |
|            |                                         |
| Panaeolina | \| \| Panaeolina foenisecii \| \| \| \| |
|            | \| \| Panaeolina foenisecii \| \| \| \| |
|            | Cycloderma                              |
|            |                                         |
|            | Polygaster                              |
|            |                                         |
|            | Acinophora                              |
|            |                                         |
|            | Stylobates                              |
|            |                                         |
|            | Disporotrichum                          |
|            |                                         |
|            | Panaeolina foenisecii                   |
|            |                                         |

|  | Panaeolina foenisecii |
|  |                       |